# 100 найкращих книг усіх часів (за версією норвезького книжкового клубу)
Серія книг «Всесвітня бібліотека» Норвезький книжковий клуб — список зі ста книг, складений 2002 року спільно з Норвезьким інститутом імені Альфреда Нобеля.
У складанні списку взяли участь 100 письменників із 54-х країн світу. Кожен із них мав скласти свій власний список з десяти будь-яких книг. Метою цієї акції був відбір найбільш значущих творів світової літератури з різних країн, культур і часів. Авторами 11-ти творів, що увійшли до списку, є жінки, 85-ти чоловіки, автори чотирьох — невідомі.
Відібрані книги, перераховані тут, жодним чином не розділені за значущістю; організатори заявили, що «вони всі рівні», за винятком книги «Дон Кіхот», яка набрала на 50 % більше голосів, ніж будь-яка інша, що потрапила до списку, і отримала звання «найкращої книги всіх часів і народів». У наведеному нижче списку роботи представлені в алфавітному порядку за прізвищем автора. Авторами найбільшої кількості книг у цьому списку (чотири) є Федір Достоєвський, Вільям Шекспір, по три мають Франц Кафка та Лев Толстой.

## Список книг
| Назва                                       | Автор                     | Рік                                | Країна                     | Мова                   |
| ------------------------------------------- | ------------------------- | ---------------------------------- | -------------------------- | ---------------------- |
| Епос про Гільгамеша                         | Автор невідомий           | XVIII‒XVII ст. до н. е.            | Шумер / Аккад              | Аккадська              |
| Книга Йова                                  | Автор невідомий           | VI‒IV ст. до н. е.                 | Держава Ахеменідів         | Іврит                  |
| Тисяча і одна ніч                           | Автор невідомий           | 700‒1500                           | Арабський халіфат          | Арабська               |
| Сага про Ньяла                              | Автор невідомий           | XIII ст.                           | Ісландія                   | Давньоісландська       |
| Божественна комедія                         | Данте Аліг'єрі            | 1265‒1321                          | Флоренція                  | Італійська             |
| Казки                                       | Ганс Крістіан Андерсен    | 1835‒1837                          | Данія                      | Данська                |
| І прийшло знищення                          | Чинуа Ачебе               | 1958                               | Нігерія                    | Англійська             |
| Батько Горіо                                | Оноре де Бальзак          | 1835                               | Франція                    | Французька             |
| Трилогія (Моллой, Мелон вмирає, Безіменний) | Семюел Беккет             | 1951‒1953                          | Ірландія                   | Англійська, французька |
| Декамерон                                   | Джованні Боккаччо         | 1349‒1353                          | Італія                     | Італійська             |
| Вигадки                                     | Хорхе Луїс Борхес         | 1944‒1986                          | Аргентина                  | Іспанська              |
| Буремний перевал                            | Емілі Бронте              | 1847                               | Велика Британія            | Англійська             |
| Рамаяна                                     | Вальмікі                  | III ст. до н. е. ‒ III ст. н. е.   | Індія                      | Санскрит               |
| Енеїда                                      | Вергілій                  | 29-19 до н. е.                     | Римська імперія            | Класична латина        |
| Місіс Делловей                              | Вірджинія Вулф            | 1925                               | Велика Британія            | Англійська             |
| На маяк                                     | Вірджинія Вулф            | 1927                               | Велика Британія            | Англійська             |
| Махабхарата                                 | В'яса                     | IV ст. до н. е. ‒IV ст. н. е.      | Індія                      | Санскрит               |
| Голод                                       | Кнут Гамсун               | 1890                               | Норвегія                   | Норвезька              |
| Циганські романси                           | Федеріко Гарсіа Лорка     | 1928                               | Іспанія                    | Іспанська              |
| Сто років самотності                        | Габріель Гарсіа Маркес    | 1967                               | Колумбія                   | Іспанська              |
| Кохання під час холери                      | Габріель Гарсіа Маркес    | 1985                               | Колумбія                   | Іспанська              |
| Фауст                                       | Йоганн Вольфганг фон Гете | 1832                               | Німеччина                  | Німецька               |
| Великий сертан: стежини                     | Жуан Гімараїнш Роза       | 1956                               | Бразилія                   | Португальська          |
| Мертві душі                                 | Микола Васильович Гоголь  | 1842                               | Російська імперія          | Російська              |
| Іліада                                      | Гомер                     | 850-750 до н. е.                   | Смірна                     | Давньогрецька          |
| Одіссея                                     | Гомер                     | VIII ст. до н. е.                  | Смірна                     | Давньогрецька          |
| Бляшаний барабан                            | Гюнтер Грасс              | 1959                               | Німеччина                  | Німецька               |
| Берлін Александерплац                       | Альфред Деблін            | 1929                               | Німеччина                  | Німецька               |
| Улісс                                       | Джеймс Джойс              | 1922                               | Велика Британія / Ірландія | Англійська             |
| Жак-фаталіст та його пан                    | Дені Дідро                | 1796                               | Франція                    | Французька             |
| Великі сподівання                           | Чарльз Діккенс            | 1861                               | Велика Британія            | Англійська             |
| Злочин і кара                               | Федір Достоєвський        | 1866                               | Російська імперія          | Російська              |
| Ідіот                                       | Федір Достоєвський        | 1869                               | Російська Імперія/Росія    | Російська              |
| Біси                                        | Федір Достоєвський        | 1872                               | Російська імперія          | Російська              |
| Брати Карамазови                            | Федір Достоєвський        | 1880                               | Російська імперія          | Російська              |
| Медея                                       | Евріпід                   | 431 до н. е.                       | Афіни                      | Давньогрецька          |
| Самопізнання Дзено                          | Італо Звево               | 1923                               | Італія                     | Італійська             |
| Ляльковий дім                               | Генрік Ібсен              | 1879                               | Норвегія                   | Норвезька              |
| Стогін гори                                 | Ясунарі Кавабата          | 1954                               | Японія                     | Японська               |
| Грек Зорба                                  | Нікос Казандзакіс         | 1946                               | Греція                     | Грецька                |
| Абхіджняна-Шакунтала                        | Калідаса                  | I ст. до н. е. ‒ IV ст. н. е.      | Індія                      | Санскрит               |
| Сторонній                                   | Альбер Камю               | 1942                               | Франція                    | Французька             |
| Оповідання                                  | Франц Кафка               | 1924                               | Австрія/Чехословаччина     | Німецька               |
| Процес                                      | Франц Кафка               | 1925                               | Австрія/Чехословаччина     | Німецька               |
| Замок                                       | Франц Кафка               | 1926                               | Австрія/Чехословаччина     | Німецька               |
| Ностромо                                    | Джозеф Конрад             | 1904                               | Велика Британія            | Англійська             |
| Самостійні люди                             | Галдор Лакснесс           | 1934‒1935                          | Ісландія                   | Ісландська             |
| Вірші                                       | Джакомо Леопарді          | 1818                               | Італія                     | Італійська             |
| Золотий зошит                               | Доріс Лессінг             | 1962                               | Велика Британія            | Англійська             |
| Пеппі Довгапанчоха                          | Астрід Ліндгрен           | 1945                               | Швеція                     | Шведська               |
| Сини й коханці                              | Девід Герберт Лоуренс     | 1913                               | Велика Британія            | Англійська             |
| Щоденник божевільного                       | Лу Сінь                   | 1918                               | Китай                      | Китайська              |
| Будденброки                                 | Томас Манн                | 1901                               | Німеччина                  | Німецька               |
| Чарівна гора                                | Томас Манн                | 1924                               | Німеччина                  | Німецька               |
| Діти Ґебелаві                               | Нагіб Махфуз              | 1959                               | Єгипет                     | Арабська               |
| Мобі Дік                                    | Герман Мелвілл            | 1851                               | США                        | Англійська             |
| Проби                                       | Мішель де Монтень         | 1595                               | Франція                    | Французька             |
| Історія                                     | Ельза Моранте             | 1974                               | Італія                     | Італійська             |
| Кохана                                      | Тоні Моррісон             | 1987                               | США                        | Англійська             |
| Людина без властивостей                     | Роберт Музіль             | 1930‒1932                          | Австрія                    | Німецька               |
| Лоліта                                      | Володимир Набоков         | 1955                               | США/Росія                  | Англійська, російська  |
| Метаморфози                                 | Публій Овідій Назон       | I ст. н. е.                        | Римська імперія            | Класична латина        |
| 1984                                        | Джордж Оруелл             | 1949                               | Велика Британія            | Англійська             |
| Книга неспокою                              | Фернанду Пессоа           | 1928                               | Португалія                 | Португальська          |
| Оповідання                                  | Едгар Аллан По            | XIX століття                       | США                        | Англійська             |
| У пошуках втраченого часу                   | Марсель Пруст             | 1913‒1927                          | Франція                    | Французька             |
| Гаргантюа і Пантагрюель                     | Франсуа Рабле             | 1532‒1534                          | Франція                    | Французька             |
| Педро Парамо                                | Хуан Рульфо               | 1955                               | Мексика                    | Іспанська              |
| Маснаві                                     | Джалаладдін Румі          | 1258‒1273                          | Держава Хулагуїдів         | Перська                |
| Опівнічні діти                              | Салман Рушді              | 1981                               | Велика Британія, Індія     | Англійська             |
| Гордість і упередження                      | Джейн Остін               | 1813                               | Велика Британія            | Англійська             |
| Бустан (Плодовий сад)                       | Сааді                     | 1257                               | Держава Хулагуїдів         | Перська                |
| Сезон паломництва на Північ                 | Таєб Саліх                | 1966                               | Судан                      | Арабська               |
| Сліпота                                     | Жозе Сарамаґо             | 1995                               | Португалія                 | Португальська          |
| Подорожі Гуллівера                          | Джонатан Свіфт            | 1726                               | Ірландія                   | Англійська             |
| Подорож на край ночі                        | Луї-Фердинанд Селін       | 1932                               | Франція                    | Французька             |
| Дон Кіхот                                   | Мігель де Сервантес       | 1605 (частина 1), 1615 (частина 2) | Іспанська імперія          | Іспанська              |
| Повість про Гендзі                          | Мурасакі Сікібу           | XI століття                        | Японія                     | Японська               |
| Цар Едіп                                    | Софокл                    | 430 р. до н. е.                    | Афіни                      | Давньогрецька          |
| Червоне і чорне                             | Стендаль                  | 1830                               | Франція                    | Французька             |
| Життя і думки Трістрама Шенді, джентльмена  | Лоренс Стерн              | 1760                               | Англія                     | Англійська             |
| Пригоди Гекльберрі Фінна                    | Марк Твен                 | 1884                               | США                        | Англійська             |
| Війна і мир                                 | Лев Толстой               | 1865‒1869                          | Російська імперія          | Російська              |
| Анна Кареніна                               | Лев Толстой               | 1877                               | Російська імперія          | Російська              |
| Смерть Івана Ілліча                         | Лев Толстой               | 1886                               | Російська імперія          | Російська              |
| Листя трави                                 | Волт Вітмен               | 1855                               | США                        | Англійська             |
| Мадам Боварі                                | Гюстав Флобер             | 1857                               | Франція                    | Французька             |
| Виховання почуттів                          | Гюстав Флобер             | 1869                               | Франція                    | Французька             |
| Авесалом, Авесалом!                         | Вільям Фолкнер            | 1936                               | США                        | Англійська             |
| Галас і шаленство                           | Вільям Фолкнер            | 1929                               | США                        | Англійська             |
| Старий і море                               | Ернест Хемінгуей          | 1952                               | США                        | Англійська             |
| Вірші                                       | Пауль Целан               | 1952                               | Румунія / Франція          | Німецька               |
| Оповідання                                  | Антон Чехов               | +1886                              | Російська імперія          | Російська              |
| Кентерберійські оповіді                     | Джеффрі Чосер             | XIV століття                       | Англія                     | Англійська             |
| Гамлет                                      | Вільям Шекспір            | 1603                               | Англія                     | Англійська             |
| Король Лір                                  | Вільям Шекспір            | 1608                               | Англія                     | Англійська             |
| Отелло                                      | Вільям Шекспір            | 1609                               | Англія                     | Англійська             |
| Міддлмарч                                   | Джордж Еліот              | 1871                               | Велика Британія            | Англійська             |
| Невидимка                                   | Ральф Еллісон             | 1952                               | США                        | Англійська             |
| Спогади Адріана                             | Маргеріт Юрсенар          | 1951                               | Франція                    | Французька             |

## Список авторів, які взяли участь в опитуванні
| Назва                         | Країна                            |
| ----------------------------- | --------------------------------- |
| Чингіз Айтматов               | Киргизстан                        |
| Аарон Аппельфельд             | Ізраїль                           |
| Фелікс де Азуа                | Іспанія                           |
| Алтан Ахмет                   | Туреччина                         |
| Антонія Баєтт                 | Велика Британія                   |
| Джуліан Барнс                 | Велика Британія                   |
| Сімін Бехбахані               | Іран                              |
| Роберт Блай                   | США                               |
| Сюзанні Бреггер               | Данія                             |
| Андре Брінк                   | ПАР                               |
| Нільс-Аслак Валькеапяя        | Фінляндія                         |
| Василіс Васілікос             | Греція                            |
| Івонн Вера                    | Зімбабве                          |
| Кріста Вольф                  | Німеччина                         |
| Іззат Газзаві                 | Палестина                         |
| Надін Гордімер                | ПАР                               |
| Амітав Гош                    | Індія                             |
| Давид Гроссман                | Ізраїль                           |
| Ейнар Мар Ґудмундссон         | Ісландія                          |
| Едвідж Дантіка                | Гаїті                             |
| Бей Дао                       | Китай                             |
| Ассія Джебар                  | Алжир                             |
| Махмуд Довлатабаді            | Іран                              |
| Пер Крістіан Ерсільд          | Швеція                            |
| Пере Жімферрер                | Іспанія                           |
| Споймай Зарьяб                | Афганістан                        |
| Сьюзен Зонтаг                 | США                               |
| Соналлах Ібрагім              | Єгипет                            |
| Авраам Б. Єгошуа              | Ізраїль                           |
| Джон Вінслоу Ірвінг           | США                               |
| Яшар Кемаль                   | Туреччина                         |
| Маріз Конде                   | Франція                           |
| Міа Коуту                     | Мозамбік                          |
| Джим Крейс                    | Велика Британія                   |
| Мілан Кундера                 | Чехія/Франція                     |
| Пітер Керрі                   | Австралія                         |
| Леєна Ландер                  | Фінляндія                         |
| Джон Ле Карре                 | Велика Британія                   |
| Зігфрід Ленц                  | Німеччина                         |
| Доріс Лессінг                 | Велика Британія                   |
| Астрід Ліндгрен               | Швеція                            |
| Вііві Луйк                    | Естонія                           |
| Амін Маалуф                   | Ліван/Франція                     |
| Клаудіо Маґріс                | Італія                            |
| Френк Маккурт                 | Ірландія/США                      |
| Норман Мейлер                 | США                               |
| Гіта Мехта                    | Індія                             |
| Ана Міранда                   | Бразилія                          |
| Рохінтон Містрі               | Індія/Канада                      |
| Абдул Рахман Муніф            | Саудівська Аравія                 |
| Герта Мюллер                  | Румунія                           |
| Відьядхар Сураджпрасад Найпол | Тринідад і Тобаго/Велика Британія |
| Кеес Ноотебоом                | Нідерланди                        |
| Бен Окрі                      | Нігерія/Велика Британія           |
| Пол Бенджамін Остер           | США                               |
| Орхан Памук                   | Туреччина                         |
| Сара Парецкі                  | США                               |
| Валентин Распутін             | СРСР                              |
| Ален Роб-Гріє                 | Франція                           |
| Салман Рушді                  | Індія/Велика Британія             |
| Наваль Ес-Саадаві             | Єгипет                            |
| Марта Серда                   | Мексика                           |
| Ніхад Сіріс                   | Сирія                             |
| Йоран Сонневі                 | Швеція                            |
| Грем Свіфт                    | Велика Британія                   |
| Антоніо Табуккі               | Італія                            |
| Жоао Убалдо Рибейру           | Бразилія                          |
| Фуад аль-Тікерлі              | Ірак                              |
| Олександр Ткаченко            | Росія                             |
| Ольга Токарчук                | Польща                            |
| Д. М. Томас                   | Велика Британія                   |
| Адам Торп                     | Велика Британія                   |
| Кірстен Торуп                 | Данія                             |
| Прамудья Ананта Тур           | Індонезія                         |
| Мішель Турньє                 | Франція                           |
| Жан-Філіпп Туссен             | Бельгія                           |
| Мехмед Узун                   | Туреччина                         |
| Фей Уелдон                    | Велика Британія                   |
| Нуруддін Фарах                | Сомалі                            |
| Джейн Енн Філліпс             | США                               |
| Хьяртан Флегстад              | Норвегія                          |
| Йон Фоссе                     | Норвегія                          |
| Дженет Фрейм                  | Нова Зеландія                     |
| Мерилін Френч                 | США                               |
| Карлос Фуентес                | Мексика                           |
| Крістоф Гайн                  | Німеччина                         |
| Александар Хемон              | Боснія і Герцеговина              |
| Шеймас Гіні                   | Ірландія                          |
| Ченджераі Хоув                | Зімбабве                          |
| Еліс Хоффман                  | США                               |
| Ян Х'єрстад                   | Норвегія                          |
| Юн Чжан                       | Китай/Велика Британія             |
| Ханан еш-Шейх                 | Ліван                             |
| Воле Шоїнка                   | Нігерія                           |
| Жерольд Шпет                  | Швейцарія                         |